# Thorellina
Thorellina là một chi nhện trong họ Araneidae.